# ون بلس 3
OnePlus 3 هو هاتف ذكي يعمل بنظام أندرويد تم الكشف عنه عام 2016 ، وقد تم طرحه في الأسواق في14 يناير 2016.
نص غليظ